# Pristaulacus violaceus
Pristaulacus violaceus är en stekelart som först beskrevs av Bradley 1905.  Pristaulacus violaceus ingår i släktet Pristaulacus och familjen vedlarvsteklar. Inga underarter finns listade i Catalogue of Life.